# 溝部脩
溝部 脩（みぞべ おさむ、1935年3月5日 – 2016年2月29日）は、カトリック教会の司教でサレジオ会士。カトリック高松司教区及びカトリック仙台司教区の教区長を務めた。洗礼名は「フランシスコ・ザビエル」。

## 生涯

### サレジオ会士
1935年3月5日、朝鮮新義州で生まれた。1949年12月24日にカトリック別府教会にて受洗。1955年3月にサレジオ修道会に入会。ローマ・グレゴリアン大学史学部博士課程を修了し、1964年2月9日にイタリア・トリノで司祭に叙階された。1990年12月、サレジオ修道会日本管区管区長に就任し、1998年4月にカトリック長崎大司教区長崎コレジオ院長に就任。

### 仙台・高松教区長
2000年6月12日、前教区長佐藤千敬司教が健康上の理由で1998年に引退してから空位であった仙台司教（仙台教区長）に任命され、2000年9月9日に司教叙階。2004年5月14日高松司教に任命され、2004年7月19日に高松司教（高松教区長）に着座した。ペトロ岐部と187殉教者の列福運動に20年以上関わり、高松教区長時代には列聖列福特別委員会委員長を務めた。2011年3月25日に高松教区長を引退した。

### 教区長引退後
2012年6月1日、京都府京都市上京区カトリック西陣聖ヨゼフ教会にある「望洋庵」庵主に任命され、カトリック京都教区の若者の霊的指導をしていた。2016年2月29日、がんにより入院先の京都大学医学部附属病院で死去した。